# سلم (شاهنامه)

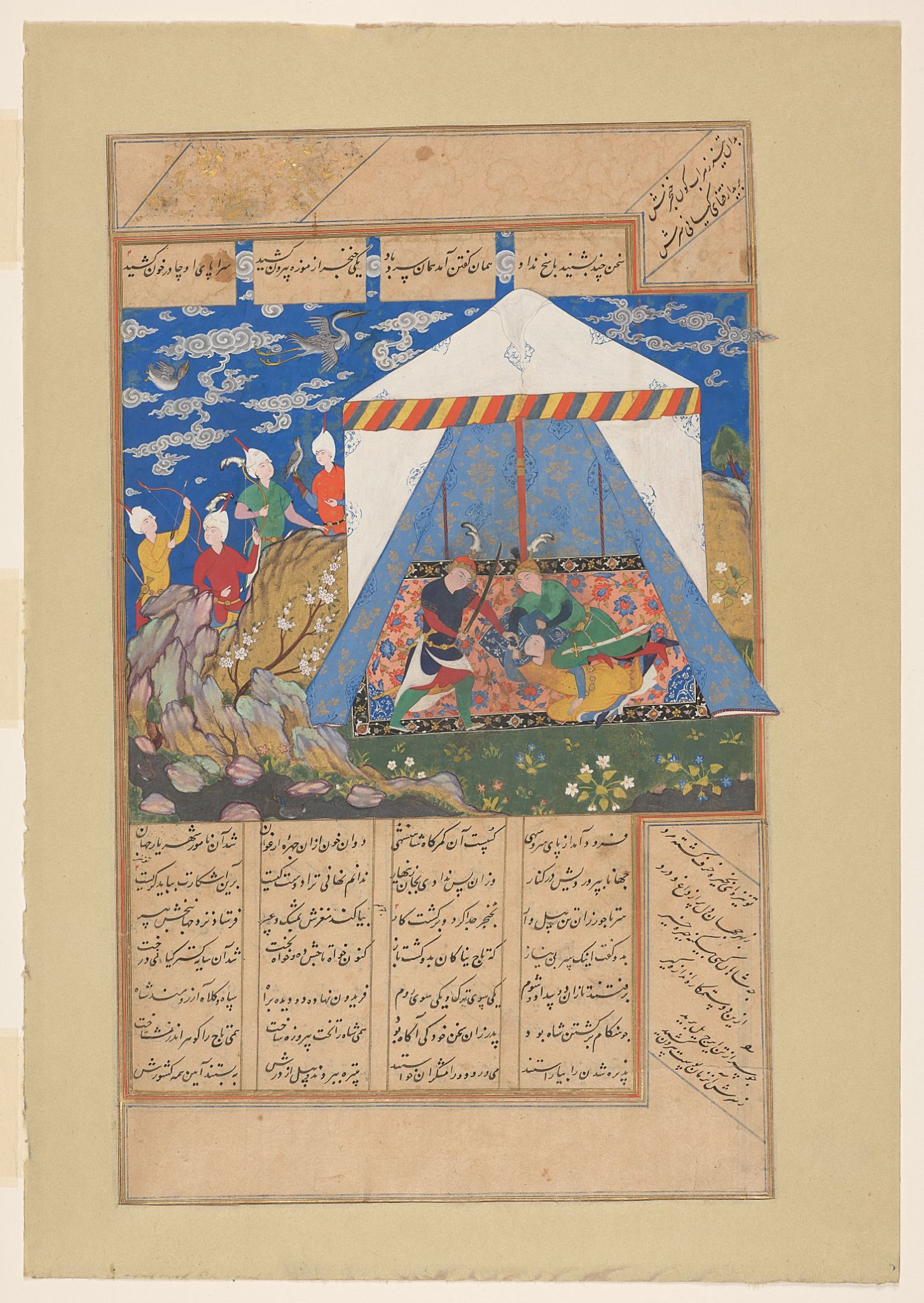
تور و سلم در حال قتل اریج: تور در نزد سلم تخت زرین را بر سر ایرج کوبید سپس با خنجری آبگون سر از تن ایرج جدا کرد و آن را در صندوقی برای پدر فرستاد. نقاش در این تصویر با قوه تخیل خود جوری نقاشی را کشیده که گویی سلم نیز به تور کمک کرده است.

سَلم یا سَرم (به اوستایی: ت.ت. 'sairama') گرفته شده است نام یکی از سه فرزند فریدون بود که پادشاهی روم بدو رسید. سرم را گاهی به سرمتی‌ها نسبت می‌دهند گویند مردمان اوستیا بازمانده سرمتی‌ها از تبار او هستند. سلمی‌ها یک تیرهٔ آریایی هستند که نام درستشان همان سرم‌ها (سرمتی) که در شمال قفقاز تا دریای سیاه زندگی می‌کرده‌اند.

## سلم درشاهنامه
فریدون پس از پیروزی بر ضحاک با ارنواز و شهرناز ازدواج کرد و صاحب سه فرزند شد به ترتیب سن: سلم، تور و ایرج. سلم و تور از یک مادر (شهرناز) بودند و ایرج از مادر دیگر(ارنواز) بود. فریدون فرمانروایی جهان را میان سه فرزند خود تقسیم کرد. روم را به سلم سپرد. پس از مدتی سلم و تور به ایرج رشک بردند و ایرج را کشتند. سال‌ها بعد نوهٔ ایرج یعنی منوچهر به جنگ سلم و تور رفت و هر دو را کشت.

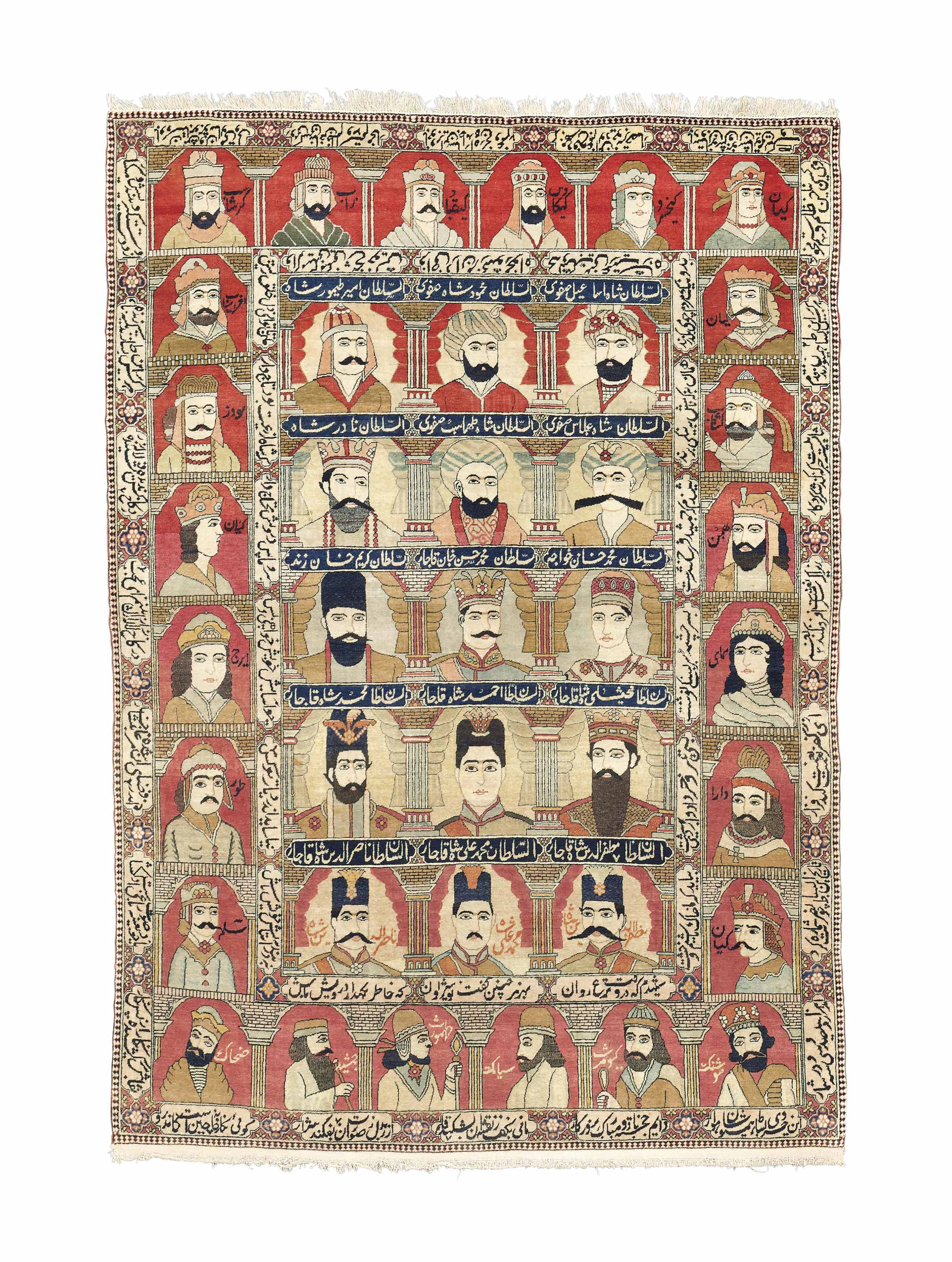
یک فرش کهن کاشانی از دورهٔ قاجاری که دور تا دور آن نقش پادشاهان اسطوره‌ای ایران قرار گرفته‌اند. در میانهٔ آن، نگارهٔ چند تن از شاهان ایران نوین جا داده شده است.

## سلم درکوش نامه
پس از شوروش کوش پیل دندان در آفریقا بر علیه فریدون، فریدون برای تسلط بر کوش، پسرش سلم را می‌فرستد تا کوش را شکست دهد. سلم بر ارتش کوش پیروز می‌شود اما کوش به غرب می‌گریزد. در این هنگام سه پسر فریدون با یکدیگر درگیر جنگ می‌شوند. سلم و تور با کوش متحد می‌شوند و بردار ناتنی خود ایرج را به قتل می‌رسانند و جهان را با کوش تقسیم می‌کنند. منوچهر نوه ایرج به انتقام خون پدربزرگ خود لشکری بزرگ را برای جنگ با تور و سلم و کوش رهبری می‌کند. منوچهر در ابتدا با تور تن به تن نبرد می‌کند و او را می‌کشد، سپس به سراغ کوش پیل دندان رفته و او را نیز در نبرد تن به تن شکست می‌دهد و با گرز گاوسر به شدت زخمی می‌کند، در نهایت منوچهر به سراغ سلم رفته و او را نیز به انتقام خون ایرج می‌کشد.